# Yuvalı, Eğirdir
Yuvalı là một xã thuộc huyện Eğirdir, tỉnh Isparta, Thổ Nhĩ Kỳ. Dân số thời điểm năm 2011 là 694 người.